# Akutna mijeloična leukemija sa sazrijevanjem
Akutna mijeloična leukemija sa sazrijevanjem (AML-M2 po FAB klasifikaciji) je podtip akutne mijeloične leukemije (AML), zloćudne novotvorine krvotvornih organa koja nastaje zbog abnormalnog klonalnog rasta i nepotpunog sazrijevanja stanica mijeloidne loze. Ovaj podtip čini oko 25% slučajeva AML u odraslih.
Bolest karakteriziraju, nezrele stanice, mijeloblasti koji čine više od 20% neeritroidnih stanica u perifernoj krvi i koštanoj srži, pojava zrelijih oblika neutrofila (>10% neutrofila u različitim stupnjevima sazrijevanja), dok monociti čine manje od 20% stanica koštane srži.
Stanice najčešće sadrže azurofilne granule i/ili Auerove štapiće. Velik broj blasta se boji pozitivno na citokemijska bojanja Sudansko crnilo B ili mijeloperoksidaza (potrebno više od 3%).
Na nezrelim stanicama pojavaljuje se imunofenotipizacijski biljezi stanica mijeloidne loze (molekule CD13, CD33, CD 117, mijeloperoksidaza i/ili HLA-DR). Za dijagnozu protočnom citometrijom potrebna su prisutnost barem dva karakteristična antigena mijeloidne loze te ekspresija mijeloperoksidaze na više od 3% blasta.
Ponekad nezrele stanice imaju obilnu, često bazofilnu citoplazmu, ispunjenu različitim neraspoznatljivim granulama. Ako je broj takvih stanica manji od 10% radi se o AML-M1 podtipu.
Bolest se liječi kemoterapijom.